# Keynes-Ramsey-Regel
Die Keynes-Ramsey-Regel (engl. Keynes-Ramsey-Rule, kurz KRR) bezeichnet in der dynamischen Makroökonomik die Wachstumsrate des Konsums als Ergebnis intertemporaler Nutzenmaximierung. Die Regel ist Bestandteil der neoklassischen Wachstumstheorie und beschreibt den Zusammenhang zwischen der Wachstumsrate des Konsums, dem Zinssatz, der Zeitpräferenzrate und der intertemporalen Substitutionselastizität.
Die Keynes-Ramsey-Regel ist unter anderem ein Ergebnis des Ramsey-Modells und sollte normativ, d. h. aus der Sicht eines sozialen Planers, eine Antwort auf die Frage nach der optimalen Ersparnis geben. Meistens sind fortgeschrittene mathematische Methoden aus der Variationsrechnung nötig, um die Regel abzuleiten.

## Abgrenzung
Unter der Euler-Gleichung oder Euler-Lagrange-Gleichung versteht man in der Variationsrechnung die Optimalitätsbedingungen eines dynamischen Optimierungsproblems. Euler-Gleichung hat daher eine allgemeine Bedeutung, auch außerhalb der Wirtschaftswissenschaften.
Dennoch treffen manche Autoren hier keine Unterscheidung und verwenden die Begriffe Keynes-Ramsey-Regel und Euler-Gleichung synonym. Andere beschreiben sie als speziellen Vertreter bzw. ökonomische Interpretation der Euler-Gleichung. In diesem Zusammenhang wird auch von der Euler-Gleichung des Konsums gesprochen, die die optimale intertemporale Konsumallokation eines nutzenmaximierenden Haushaltes beschreibt.

## Allgemeine Aussage
Die Keynes-Ramsey-Regel lautet wie folgt:
{\displaystyle g_{C}={\frac {\dot {c}}{c}}={\frac {1}{\sigma }}(r-\rho ).}
Die Kernaussagen der KRR sind:
- der Konsum wächst ({\displaystyle g_{C}>0}), wenn der Zinssatz ({\displaystyle r}) größer als die Zeitpräferenzrate ({\displaystyle \rho }) ist.
- eine geringere Bereitschaft intertemporal zu substituieren (größeres {\displaystyle \sigma }) bedeutet eine weniger starke Reaktion bzgl. der Differenz von Zins und Zeitpräferenz.

Die Wachstumsrate {\displaystyle g_{C}} ist positiv, wenn der Zinssatz größer der Zeitpräferenzrate ist {\displaystyle r>\rho }. In einem solchen Fall würde der Haushalt sparen bzw. auf Konsum verzichten, denn die Verzinsung aus seinem Konsumverzicht entschädigt ihn für den ihm entgangenen direkten Nutzen. Die Zeitpräferenzrate soll die Neigung des Haushaltes beschreiben, um wie viel mehr oder weniger der den Konsum in einer späteren Periode (in der Zukunft) schätzt als den heutigen Konsum. Es wird hier meist eine positive Zeitpräferenzrate angenommen. Der Elastizitätsparameter {\displaystyle \sigma } beschreibt die Krümmung der unterstellten Nutzenfunktion. Desto stärker die Nutzenfunktion gekrümmt ist (konkav), umso eher präferieren die Haushalte eine gleichmäßige Verteilung des Konsums über die Zeit. Wenn dieser Wert also sehr hoch ist, wäre eine geringere Wachstumsrate optimal.
Es wird angenommen, dass {\displaystyle \sigma } positiv sei. Empirische Untersuchungen von Robert Ernest Hall wiesen jedoch teilweise negative Elastizitätswerte auf. Der Parameter  {\displaystyle \sigma } entstammt einer speziellen Nutzenfunktion. Die intertemporale Substitutionselastizität wird durch den Kehrwert {\displaystyle {\frac {1}{\sigma }}} beschrieben.

## Formale Darstellung
Die KRR ist das Ergebnis eines dynamischen Optimierungsproblems. Je nach der Form der Zielfunktion (Nutzenfunktion, z. B. CIES-Nutzenfunktion) und der Restriktionen (z. B. Budget des Haushaltes) oder der unterstellten Produktionstechnologie (z. B. Cobb-Douglas-Funktion) sieht sie etwas unterschiedlich aus.

### Stetiger unendlicher Zeithorizont
Ein wohlmeinender Diktator (sozialer Planer) regiert ein Land mit unendlich lang lebenden Haushalten. Er möchte folgende Nutzenfunktion maximieren:
{\displaystyle \max \int _{0}^{\infty }{\frac {C^{1-\sigma }-1}{1-\sigma }}e^{-\rho t}dt.}
Hier steht {\displaystyle C} für den Konsum, {\displaystyle \sigma } für eine konstante Elastizität und {\displaystyle \rho >0} für eine positive Zeitpräferenzrate. Er muss dabei ein Budget und eine Produktionstechnologie berücksichtigen:
{\displaystyle Y(t)=I(t)+C(t),\quad y^{*}=T^{\frac {1}{1-\alpha }}\left({\frac {s}{\delta +n}}\right){}^{\frac {\alpha }{1-\alpha }}.}
Außerdem gilt die Kapitalakkumulationsgleichung:
{\displaystyle {\dot {K}}(t)=I(t)-\delta K(t)}.
Hier steht {\displaystyle \delta } für eine Abschreibungsrate (die nicht angenommen werden muss). Das Ergebnis der Optimierung sähe dann wie folgt aus (in Pro-Kopf-Größen):
{\displaystyle {\frac {\dot {c}}{c}}={\frac {1}{\sigma }}\left[\alpha {\frac {y}{k}}-\rho -\delta \right].}
Hier ist {\displaystyle \alpha {\frac {y}{k}}} gleichbedeutend mit dem Grenzprodukt des Kapitals der unterstellten Produktionsfunktion. Damit diese Wachstumsrate positiv sein kann, muss dieses Grenzprodukt größer sein, als die Zeitpräferenzrate und die Abschreibungsrate zusammen.

### Endlicher Zeithorizont
Beispiel: Ein Haushalt möchte in jeder Periode {\displaystyle t} auf der Grundlage seines Einkommens {\displaystyle y_{t}} und des jeweiligen Zinssatzes {\displaystyle r} einen optimalen Konsumplan aufstellen. Das Optimierungsproblem ergibt sich wie folgt:
{\displaystyle \max \sum _{t=0}^{T}\beta ^{t}u(c_{t})} unter der Nebenbedingung {\displaystyle a_{t}+y_{t}=c_{t}+{\frac {a_{t+1}}{1+r}}\quad \forall t=1,...,T.}
Im Ergebnis zeigt sich:
{\displaystyle u'(c_{t})=\beta \cdot u'(c_{t+1})\cdot (1+r).}
Dies beschreibt grundlegende Eigenschaft eines optimalen Konsumpfades über die Zeit (es ist eine notwendige Bedingung).  Der aktuelle Grenznutzen {\displaystyle u'(c_{t})} entspricht dem diskontierten Grenznutzen der Folgeperiode {\displaystyle u'(c_{t+1})} in Kombination mit dem erwarteten Grenzertrag der Ersparnis {\displaystyle (1+r)}.
Diese Form der KRR wird in den Wirtschaftswissenschaften manchmal auch als Euler-Gleichung bezeichnet.

## Geschichte und Rezeption
Ramsey entwickelte die Regel 1928 in seinem Aufsatz A mathematical theory of saving. Sie ist die Antwort auf die Frage, wie viel eine Nation sparen sollte und lautet:

“The rate of saving multiplied by the marginal utility of money should always be equal to the amount by which the total net rate of enjoyment of utlity falls short of the maximum possible rate of enjoyment.”

Die Keynes-Ramsey-Regel ist nach dem britischen Mathematiker Frank Plumpton Ramsey und dem britischen Ökonomen John Maynard Keynes benannt. Die Grundlage der Regel schuf Ramsey 1928 in seinem Artikel, wurde von Keynes aber auf die heutige Interpretation seiner Ergebnisse hingewiesen, woraufhin die Regel nach beiden benannt wurde.

“[Ramsey's 1928 article] is, I think, one of the most remarkable contributions to mathematical economics ever made, both in respect of the intrinsic importance and difficulty of its subject, the power and elegance of the technical methods employed, and the clear purity of illumination with which the writer's mind is felt by the reader to play about it subject. The article is terribly difficult reading for an economist, but it is not difficult to appreciate how scientific and aesthetic qualities are combined in it together.”